# جوردن فـان دير غاغ
جوردن فـان دير غاغ (بالهولندية: Jordan van der Gaag)‏ هو لاعب كرة قدم هولندي في مركز الوسط، ولد في 3 يناير 1999 في لاهاي في هولندا. لعب مع ناك بريدا.

## وصلات خارجية
- جوردن فـان دير غاغ على موقع قاعدة بيانات كرة القدم.إي يو (الإنجليزية)
- جوردن فـان دير غاغ على موقع Soccerway.com (الإنجليزية)
- جوردن فـان دير غاغ على موقع عالم كرة القدم.نت (الإنجليزية)